# Gordon Derrick
Gordon Derrick és un banquer, empresari i exdirigent esportiu caribeny. És llicenciat en Enginyeria Mecànica per l'Institut de Tecnologia de Florida i té un Màster en Administració d'Empreses per la Universitat de les Índies Occidentals (UWI).
Va ser vicepresident del Antigua Commercial Bank fins al setembre de 2004 i és l'actual director del The Eastern Caribbean Home Mortgage Bank.
Gordon Derrick va ser president del desaparegut club de futbol Antigua Barracuda FC, una franquícia de la United Soccer League (USL).
L'abril de 2004 va ser nomenat secretari general de l'Associació de Futbol d'Antigua i Barbuda. El 22 de maig de 2012 va accedir a la presidència de la UCF substituint a Jack Warner. El 19 de setembre de 2017 va abandonar el càrrec en ser inhabilitat per la FIFA.
Derrick ja havia estat amonestat i multat amb 30.000 francs suïssos l'octubre del 2011 en el procediment obert pel comitè d'ètica de la FIFA contra diversos funcionaris de la Unió Caribenya de Futbol (CFU).
L'abril del 2016 va ser desqualificat per optar a la presidència de la CONCACAF per les investigacions obertes per la FIFA sobre el presumpte ús indegut dels fons de desenvolupament.
El juliol del 2016, Gordon Derrick va ser reelegit president de la CFU per 18 vots a 12 enfront del candidat oponent, David John-Williams.
El 19 de setembre de 2019, Gordon Derrick va ser sancionat pel Comitè d'Ètica de la FIFA a sis anys d'inhabilitació i multa de 30.000 francs suïssos per a exercir qualsevol mena d'activitat relacionada amb el món del futbol. Va ser considerat culpable de sis infraccions del codi ètic de la FIFA, incloent-hi l'oferta i l'acceptació de suborns o la mala gestió de fons. El 31 de juliol de 2018, el comitè d'apel·lació de la FIFA li va reduir la pena a quatre anys d'inhabilitació i la multa a 15.000 francs suïssos.